# Bootstrap Protocol
BOOTP són les sigles de Bootstrap Protocol. És un protocol de xarxa UDP utilitzat pels clients de xarxa per a obtenir la seva adreça IP automàticament. Normalment es realitza en el procés d'arrancada dels ordinadors o del sistema operatiu. Originalment està definit en el RFC 951.
Aquest protocol permet als ordinadors sense disc obtenir una adreça IP abans de carregar un sistema operatiu avançat. Històricament ha estat utilitzat per les estacions de treball sense disc basades en UNIX (les quals també obtenien la localització de la seva imatge d'arrancament mitjançant aquest protocol) i també per empreses per a introduir una instal·lació preconfigurada de Windows en PCs acabats de comprar (típicament en un entorn de xarxa Windows NT).
Originalment requeria l'ús d'un disquet d'arrancada per a establir les connexions de xarxa inicials, però el protocol s'integra a la BIOS d'algunes targetes de xarxa (com la 3c905c) i a moltes plaques base modernes per a permetre l'arrancada directa des de la xarxa.
DHCP és un protocol basat en BOOTP, més avançat, però més difícil d'implementar. Molts servidors DHCP també ofereixen suport BOOTP.